# 塞尔达传说 旷野之息
《塞尔达传说 旷野之息》（副标题又译作）是一款動作冒險遊戲，由任天堂企划制作本部开发，任天堂于2017年发行在任天堂Switch和Wii U主机。玩家在游戏中操纵主人公林克在世界中探索，從而击败灾厄盖侬，恢复被灭亡的海拉鲁王国。
与1986年最初的《塞尔达传说》游戏类似，玩家得到的指导很少，可以自由探索世界。任务包括收集各种物品和装备，以帮助解谜或辅助任务。游戏中的世界是无序的，旨在鼓励探索和实验，主要的故事任务可以非线性的方式完成。
《塞尔达传说 旷野之息》最初於2013年公布，开发历时五年。为了重新思考该系列的惯例，任天堂引入了开放世界和详细的物理引擎等元素。以开放世界异度神剑系列的工作而闻名的Monolith Soft公司协助设计景观和地形。该游戏最初计划在2015年作为Wii U独占游戏发布，但經歷了两度延期。最終本作在任天堂Switch和Wii U雙平台同時推出，並在2017年3月3日正式发行。本作除了是任天堂Switch的首發遊戲之一，同時也是任天堂为Wii U开发的最后一款游戏。在整个2017年，有两波可下载内容（DLC）以扩展通行证的方式发布。游戏于2018年2月1日在臺湾與香港发行实体中文版，在韩国发行实体韩文版，已购入其他版本的玩家也可通过补丁更新获得对繁體中文、简体中文和韩文的支持。
《塞尔达传说 旷野之息》因其开放式的游戏方式和对细节的关注而获得了业界的极高评价，多家媒体给予本作满分。评论家称它是开放世界游戏的一个里程碑，《塞尔达传说 旷野之息》甚至被认为是有史以来最伟大的电子游戏之一。《塞尔达传说 旷野之息》还获得了多个年度游戏奖项，最知名的是2017年游戏大奖（The Game Awards，TGA）的年度游戏奖。截至2024年12月底，《塞尔达传说 旷野之息》已经售出3262万份，成为史上最畅销的电子游戏之一。
前傳遊戲《薩爾達無雙 災厄啟示錄》于2020年11月20日发行，故事设定於本作的一百年前。續作《薩爾達傳說 王國之淚》于2023年5月12日在任天堂Switch上发行。本作針對任天堂Switch 2的版本計劃於2025年6月5日發行，已購入任天堂Switch原版遊戲的玩家可以通過購買升級通行證在Switch 2上體驗新加入的內容。

## 游戏系统
本作是一款开放世界动作冒险游戏，玩家在游戏中操纵主人公林克在海拉鲁王国进行探索。本作强调非线性玩法，体现在游戏主世界内的区域没有固定的入口和出口、减少玩家提示的数量、鼓励自由探索等方面。本作于塞尔达传说系列中引入了一个前后行为一致的物理引擎，得以让玩家以多种方式解决问题，而非寻找谜题的唯一解。此外，本作还内置了一个「化学引擎」。该引擎定义了大部分游戏内物体的物理属性，并且控制物体与物体间以及物体与玩家之间的交互方式。例如，在雷暴天气中，金属物体会吸引威力巨大的雷击。因此，玩家在遇到雷雨天气时必须特别小心，避免穿戴金属物品。然而，玩家也可以选择在此时朝敌人投掷金属物体以吸引雷击，消灭敌人。这些设计方法让本作的游戏世界非结构化且充满交互性，鼓励玩家在游戏中进行尝试，甚至不按线性流程完成主线剧情。
玩家操控林克可以进行奔跑、攀爬、游泳、利用滑翔伞滑翔等操作，惟受精力限制。林克还可以从环境中获取物品，包括武器、食物、素材等其他资源。与系列之前的绝大部分游戏不同，本作的武器和盾牌均会在使用中受到损耗，最终损毁。游戏中的许多物品均有多重用途，例如木制武器可以被点燃用作火把、木制盾牌可以用来「草船借箭」、盾牌可以充当滑雪板等。玩家可以狩猎野生动物获得食材，也可以采摘野果，或者从被击败的敌人身上搜刮材料。玩家在游戏中可以利用食物和材料烹饪出菜肴与药剂，以回复林克的生命值或精力值，或临时增加林克的状态数值如潜行值、耐热值、抗寒值等。林克身上还有一块「希卡石板」，可以充当游戏内照相机，还可以充当地图在上面标记路标。随着游戏的进行，林克会收集不同的希卡石板能力，包括制造遥控炸弹、操控金属物体、在水面上制造冰柱、临时停止物体的时间等。在战斗中，玩家可以锁定敌人以进行更精确的攻击，某些按键组合甚至可以让林克做出更复杂的攻击和防御动作。通过将巨石推下山崖砸中下方敌人等方式，玩家甚至可以在不使用武器的情况下击败敌人。
除了探索，玩家在游戏中可以完成任务和挑战以获取一定的回报。例如，开启希卡塔和神庙可以在地图上添加传送点，方便玩家随时传送到不同地方。啟動希卡塔还可以在玩家的地图中添加当前区域的地形信息，然而具体的地名不会显示，玩家必须亲自到达相关区域。海拉鲁王国中还分布着大量神庙，每个神庙内均有对应的解谜或战斗挑战。玩家完成神庙挑战后会得到「试炼通过证」，每集齐四个通过证均可以有一次机会选择提高精力值或生命值上限。除了神庙，地图中还散落着一些小型的谜题，完成这些谜题可以获得「克洛格的果实」，克洛格的果实则可以用来提升玩家所持有的武器、盾牌、弓的数量上限。玩家可以造访游戏中的城镇，从城镇的居民处接受主线和支线任务、交易物品、购买装备等。游戏中的一些旅行者则能提供提示、支线任务，或者单纯与玩家对话。玩家还可以扫描Amiibo来获取物品，还能召唤出系列前作中林克专用的马匹「伊波娜」以及前作《黄昏公主》中出场的林克狼。

## 劇情
傳說中，每當邪惡的古老惡魔——災厄加儂降臨海拉魯王國並帶來不幸時，兩位光之勇者——女神海利亚後代的光明公主和她的騎士，都能成功地擊敗邪惡並帶回和平。海拉魯王國內的人們決定用他們先進的科技製造出守護者和四隻巨大的神獸用以協助勇者。當災厄加儂再度降臨時，勇者和公主成功地將其再次封印。
一萬年過去了，海拉魯王國曾經的輝煌先進早已不復在。但在人們發掘王國內不同區域的時候卻挖出了應該是只存在傳說中、已經廢棄許久的神獸和守護者殘骸。薩爾達公主和騎士林克決定效仿古人的做法，用這些神獸和加儂對決。他們指派了四位英傑——鼓隆族的「達爾克爾」、卓拉族的「米法」、利特族的「力巴爾」和格鲁德族的「烏爾波扎」去操控四隻神獸。但是他們沒有想到災厄加儂會從城堡正下方重新復活，災厄加儂的奇襲導致了慘劇－四位英傑被殺、城堡被毀、守護者也被邪惡力量控制反過來攻擊國民，海拉魯王國覆滅了。林克在保護薩爾達時受到重傷而被帶去治療，薩爾達則孤身一人使用自己的力量將加儂壓制在城堡中。
一百年後，康復的林克終於重新甦醒。他在一個神祕的女性聲音的帶領下遇見了一位長者，長者在告訴林克海拉魯王國的遭遇後顯現他的真實身分——海拉魯國王羅姆的鬼魂。國王告訴林克薩爾達已經將加儂給壓制在城堡內一百年了，體力已經到達極限。林克必須在加儂壯大自己的力量並破壞封印前拯救海拉魯王國。
在他的冒險途中，林克來到了四個部族的城市並在居民的幫助下登上了神獸，成功地消滅了加儂製造來操縱神獸的邪惡魔物並得到四位英傑的能力。林克也逐漸恢复百年前的記憶並取得了消滅邪惡的光明武器——大師之劍。林克之後在重新恢复的神獸的幫助下和加儂一戰，並成功擊倒了他。但加儂並沒有完全被消滅並解放成了最終型態，林克在薩爾達的幫助下經歷了一番苦戰，終於成功地讓薩爾達使用自己最後的一點光之力將加儂消滅，林克和薩爾達依舊為王國帶來了和平，兩人現在得重新建立這個被邪惡侵蝕殆盡的王國。

## 登场角色

### 主要人物
林克（Link，聲：高梨謙吾）
本作的男主人公，长着尖长耳的海利亚人。在设定图中身穿英傑服，脑后束发。诞生于近衛骑士世家，凭着与生俱来的用剑才能与毫不松懈的锻炼，以最年少者的身份升格成塞尔达直属近卫骑士。百年前盖侬复活之际，在众英杰们不支倒下的情况下，他为了保护塞尔达孤身对抗大量守护者，终于力竭而被送入复苏神庙沉睡百年。于游戏开始时复活，却因为长眠而失去了记忆。
薩爾達公主（Princess Zelda，聲：嶋村侑）
本作的女主人公，海拉鲁王国的公主。为抑制想要复活的盖侬的魔力已与其抗争了百年，即将濒临极限。
有着旺盛的求知欲和好奇心，并精通考古学。在盖侬被预言将要复活之际，和林克一起在海拉鲁各地游走，调查希卡族（シーカー族）为对抗盖侬遗留下的遗迹和兵器。
作为王族，她肩负着必须遵从的封印灾厄的使命。然而即使从幼时起就进行大量修行，访问各地的精灵之泉，封印之力却迟迟不能觉醒。她为此感到深深的苦恼。被许多国民嘲弄是“半吊子公主”，在国内毫无人望。甚至到了被怀疑“并不是海拉鲁王亲生的假公主”的程度。想至少埋头于自己能做到的事而进行考古学研究，也被父亲视为逃避行为而遭到斥责。因此对和自己形成鲜明对比的林克（以天才剑士的身份成为最年少的近卫骑士）怀有相当的自卑感，最初对他相当冷淡。然而随着两人在各地的旅程中解决种种危机，她渐渐敞开了心扉。
之后在女神之泉进行修行也无法觉醒封印之力，挑战最后的修行场拉聂尔山的修行也以失败告终。然而就在失意地下山后，灾厄盖侬复活了。英杰们在与盖侬和守护者们的对抗中倒下了。在林克也遍体鳞伤命悬一线的情况下，为从守护者的攻击下救下林克，她的封印之力终于觉醒，停住了守护者的行动。随后派希卡族人把倒下的林克搬运到复苏神庙，把大师剑插回迷失森林的底座后，将自己和盖侬一起封印在了海拉鲁城堡之中。
因为封印之力的影响，和林克一样经过百年岁月依然活着，外表也没有什么变化。
海拉鲁國王（King Rhoam，聲：中博史）
全名罗姆·博斯福莱姆斯·海拉鲁（ローム・ボスフォレームス・ハイラル，Rhoam Bosphoramus Hyrule），百年前灭亡的海拉鲁王国最后的国王，塞尔达的父亲。在盖侬灭国之时丧命，仅以灵魂的形式存在，化身为谜之老人指引林克。
災厄加儂（Calamity Ganon）
从一万年前起就一次次袭击海拉鲁王国的魔王盖侬的怨念。本作中和以往的魔王不同，是被称之为灾厄的概念。复活之时被拥有勇者之力的剑士和拥有神圣之力的公主封印。在故事开始的一百年前从海拉鲁城的地下再次复活，以魔力夺取了神兽和守护者，杀害英杰和国王，使得海拉鲁王国灭亡。然而塞尔达以只身之力抑制了盖侬并将他控制于海拉鲁城，因此并未能完全复活。
虽然本体被塞尔达抑制在海拉鲁城的主城，然而怀有强大魔力的怨念依然一次次现形，有时会引起血之滿月（ブラッディムーン）使所有的魔物复活。即使是百年后的现在也对世界有巨大的影响，例如在海拉鲁各地形成了怨念的沼泽。

### 英傑
为操作神兽而从各部落选出的人們、與手持驅魔之劍的林克。本应在百年前的大灾厄中操纵神兽对抗盖侬，却在神兽被盖侬夺取之际被禁闭在神兽之内，被由盖侬的魔力而生的魔物厄咒盖侬（カースガノン）袭击而失去了生命。在林克打倒厄咒盖侬后他们的灵魂得到解放，将自己的力量以“英杰的庇佑”的形式授予林克的同时，操作神兽在最终决战中削弱盖侬的体力。
林克（聲：高梨謙吾）
米法（Mipha，聲：一色真由）
卓拉族的英杰。拥有治愈他人伤痕的力量“英杰米法的祈福”，操作神兽瓦・露塔。身为卓拉族的公主与林克自幼相识。性格含蓄内敛，虽然怀着对林克的思慕，但因为卓拉族和海利亚人的成长速度远远不同，又顾虑林克作为塞尔达的近卫骑士的立场等原因，无法坦言自己的内心，只能悄悄地以林克的尺寸来制作给未来夫婿的卓拉之铠，百年后终于能够将它送至林克手中。灵魂被解放后因为无法和林克等人一同游历而有所不甘的同时，也为可以操作神兽瓦・露塔再次助林克一臂之力而感到欢喜。
力巴爾（Revali，聲：山口登）
利特族的英杰。拥有制造上升气流的力量“英杰力巴尔的勇猛”，操作神兽瓦・梅德。在利特族中是首屈一指的弓箭手，本人也以此为傲。因此作为英杰的头领对林克显露出了对抗之心，认为自己才是英杰的核心，经常向林克挑衅。虽然灵魂被解放后对林克傲慢的态度也并无改变，但因为林克打倒了击败風咒加儂并平定了神兽瓦・梅德，终于从心底接受自己输得彻底，作出了“你才是我们的核心”这一评价。
達爾克爾（Daruk，聲：武田幸史）
鼓隆族的英杰。拥有在周围张开结界保护自己的力量“英杰达尔克尔的守护”，操作神兽瓦・鲁达尼亚。在鼓隆族人当中也是相当强壮的大块头，称呼林克为“兄弟”。性格豪爽的同时，也有对容易钻牛角尖的塞尔达倍加关怀的一面，很重感情。不像其他鼓隆族人一样会在句尾加“～鼓隆”（ゴロ）。他在灵魂被解放后暌违百年地眺望海拉鲁的风景，这时和子孙阿沅遥遥相望认出了彼此，满足地说“这景色不赖”。
烏爾波扎（Urbosa，聲：下田玲）
格鲁德族的英杰。拥有在周围降下强力雷电的力量“英杰乌尔波扎的愤怒”，操作神兽瓦・娜波力斯。拥有作为战士的强大力量之外，对周围的人也充满关切，作为能理解塞尔达的人，言行都很顾虑她的感受。百年前灾厄复活之际进行了顽强的抵抗却还是不敌，在神兽之中失去了生命。灵魂被解放后对于和自己同一部落出身的加儂发誓要赌上格鲁德族的决心一雪前耻。

## 开发
《塞尔达传说 旷野之息》由任天堂企划制作本部负责制作，任天堂子公司Monolith Soft参与协助开发，游戏开发组成员超过100人，参与开发的人员超过300人，是任天堂有史以来开发规模最大的游戏之一。游戏在2013年1月正式立项开发，在开发的最初，开发组制作了一个类似于系列初代的二维版本《塞尔达传说》作为游戏的原型，并在其中测试各种游戏的设计、想法、概念和游戏机制。在游戏开发者大会2017上，本作的总监藤林秀麿在讲演中展示该原型Demo。为了能在游戏中的世界中获得更加丰富的游戏体验，制作组除了使用大幅度修改过的Havok作为物理引擎，还添加了名为“化学引擎”（Chemistry Engine）的游戏机制，允许游戏中的物体相互影响和引发类似现实世界中的交互反应；例如林克可以使用火把点燃草丛，而风可以使火蔓延到更广的地方，燃烧的草丛产生的热空气能让林克使用滑翔翼飞起来。本作的技术总监堂田卓宏表示正是这种元素之间的叠加会让玩家在探索游戏世界时有更多的选择、可能性和自由度。
《塞尔达传说 旷野之息》中整个海拉鲁大陆在地图设计布局上是以日本京都作为参考，这里是任天堂总部所在地和游戏总监藤林秀麿的老家。游戏中的古代文明不少设计灵感是来自于日本绳文时代的历史，美术总监泷泽智解释绳文时代距今遥远，有神话传说与真实历史叠加在一起的神秘要素，与海拉鲁大陆固有的风格可以产生迷人的反差。
2017年2月3日，游戏开发正式完成，任天堂為此也举办了一个庆祝仪式。

## 宣传與发布
在2013年1月的任天堂直面会上，《塞尔达传说》系列制作人青沼英二宣布有一部面向Wii U平台的系列作品正在开发中。在1年后的2014年E3游戏展上，任天堂在其网络发布会上公布了该游戏基于实机的首部预告片，并谈到游戏预计于2015年发售。但之后宣布延期到2016年。在2016年4月，游戏确定会再次延期至2017年发售，并由原先的Wii U平台扩展到Wii U以及当时代号为“NX”的新主机上。
在2016年E3上，任天堂正式公布了新塞尔达游戏的标题为《塞尔达传说 旷野之息》并放出大量游戏消息，同时在展会上还提供了Wii U版本游戏试玩，这也是该届E3游戏展上，任天堂提供的唯一一款试玩的游戏。游戏获得了粉丝和评论者的积极响应。在同年10月公布的任天堂Switch首部预告视频里，《旷野之息》作为其中一个演示游戏露面。而在12月7日的《吉米·法伦的今夜秀》上，任天堂北美主席雷吉·菲尔斯-埃米与主持人吉米·法伦一同演示了任天堂Switch版本《旷野之息》的演示，这也是任天堂首次展示任天堂Switch实机和实机运行游戏。
2017年9月27日，任天堂香港和任天堂韩国公布视频短片，片中游戏制作人青沼英二宣布任天堂Switch版《塞尔达传说 旷野之息》将于2018年初新增对繁简中文与韩文的支持，已购入其他版本的玩家也可通过补丁更新获得对繁體中文、簡體中文和韩文的支持。在同年12月6日，任天堂确定中文版和韩文版游戏的发售日期为2018年2月1日，并将同时发售包含中文冒险指南或韩文冒险指南和游戏实体地图的限定版。

## 追加下載内容
2017年2月15日，任天堂公布了付費追加下载内容擴充票的内容，第1弹「试炼的霸者」与第2弹「英杰们的诗篇」分别于同年6月30日与12月8日提供下载。
2019年4月26日，遊戲免費更新，支援《任天堂Labo Toy-Con 04: VR套裝》中的VR眼鏡，遊戲全篇都可以透過VR來體驗。

## 评价
| 汇总媒体     | 得分                    |
| ------------ | ----------------------- |
| GameRankings | NS：97.33% WiiU：97.40% |
| Metacritic   | NS：97/100 WiiU：96/100 |

| 媒体           | 得分   |
| -------------- | ------ |
| Edge           | 10/10  |
| 电子游戏月刊   | 9.5/10 |
| Game Informer  | 10/10  |
| GameSpot       | 10/10  |
| IGN            | 10/10  |
| Polygon        | 10/10  |
| VideoGamer.com | 9/10   |
| 游戏机实用技术 | 30/30  |
| Fami通         | 40/40  |
| Time           | 5/5    |
| Giant Bomb     | [ 51 ] |
| The Guardian   | [ 52 ] |

《塞尔达传说 旷野之息》获得业界极高的好评。英国游戏杂志《Edge》给出本作10分的满分评价，美國遊戲評論網站《IGN》、《GameSpot》和《Polygon》也給予10分滿分，日本游戏杂志《Fami通》也给出本作40分的满分评价；这是《Fami通》第4次为《塞尔达传说》系列作品给出满分的评价。

### 獲獎記錄
| 年份 | 獎項                   | 類別                 | 結果 | 來源                 |
| ---- | ---------------------- | -------------------- | ---- | -------------------- |
| 2016 | 遊戲評論家獎           | 最佳展出             | 獲獎 | [ 53 ]               |
| 2016 | 遊戲評論家獎           | 最佳遊樂器遊戲       | 獲獎 | [ 53 ]               |
| 2016 | 遊戲評論家獎           | 最佳動作冒險遊戲     | 獲獎 | [ 53 ]               |
| 2016 | Gamescom               | 最佳遊戲獎           | 獲獎 |                      |
| 2016 | Gamescom               | 最佳 Wii U 遊戲      | 獲獎 |                      |
| 2016 | 遊戲大獎               | 玩家票選：最期待遊戲 | 獲獎 | [ 54 ]               |
| 2017 | 日本游戏大奖           | 年度游戏大奖         | 獲獎 | [ 55 ]               |
| 2017 | 金摇杆奖               | 评论家之选           | 獲獎 | [ 56 ] [ 57 ] [ 58 ] |
| 2017 | 金摇杆奖               | 最佳視覺設計         | 提名 | [ 56 ] [ 57 ] [ 58 ] |
| 2017 | 金摇杆奖               | 最佳音效             | 獲獎 | [ 56 ] [ 57 ] [ 58 ] |
| 2017 | 金摇杆奖               | 最佳任天堂游戏       | 獲獎 | [ 56 ] [ 57 ] [ 58 ] |
| 2017 | 金摇杆奖               | 年度最佳游戏         | 獲獎 | [ 56 ] [ 57 ] [ 58 ] |
| 2017 | 游戏大奖               | 年度游戏             | 獲獎 | [ 59 ]               |
| 2017 | 游戏大奖               | 最佳游戏开发         | 獲獎 | [ 59 ]               |
| 2017 | 游戏大奖               | 最佳美术指导         | 提名 | [ 59 ]               |
| 2017 | 游戏大奖               | 最佳动作/冒险游戏    | 獲獎 | [ 59 ]               |
| 2017 | 游戏大奖               | 最佳游戏原声/音乐    | 提名 | [ 59 ]               |
| 2017 | 游戏大奖               | 最佳声效设计         | 提名 | [ 59 ]               |
| 2018 | 第21屆D.I.C.E.遊戲大獎 | 年度遊戲獎           | 獲獎 | [ 60 ]               |
| 2018 | 第21屆D.I.C.E.遊戲大獎 | 卓越遊戲導演獎       | 獲獎 | [ 60 ]               |
| 2018 | 第21屆D.I.C.E.遊戲大獎 | 卓越遊戲設計獎       | 獲獎 | [ 60 ]               |
| 2018 | 第21屆D.I.C.E.遊戲大獎 | 年度冒險遊戲         | 獲獎 | [ 60 ]               |
| 2018 | 第21屆D.I.C.E.遊戲大獎 | 技術卓越獎           | 提名 | [ 60 ]               |
| 2018 | 第21屆D.I.C.E.遊戲大獎 | 卓越美術導演獎       | 提名 | [ 60 ]               |
| 2018 | 游戏开发者选择奖       | 最佳音效奖           | 獲獎 | [ 61 ] [ 62 ]        |
| 2018 | 游戏开发者选择奖       | 最佳设计奖           | 獲獎 | [ 61 ] [ 62 ]        |
| 2018 | 游戏开发者选择奖       | 年度游戏奖           | 獲獎 | [ 61 ] [ 62 ]        |
| 2018 | 游戏开发者选择奖       | 最佳視覺美術         | 提名 | [ 61 ] [ 62 ]        |
| 2018 | 游戏开发者选择奖       | 最佳技術             | 提名 | [ 61 ] [ 62 ]        |
| 2018 | 游戏开发者选择奖       | 創新獎               | 提名 | [ 61 ] [ 62 ]        |
| 2018 | CEDEC大奖              | 程式與開發環境獎     | 獲獎 | [ 63 ]               |

### 销量
《塞尔达传说 旷野之息》作为任天堂Switch主机的首发游戏在2017年3月3日发售，游戏的双平台版本在日本地区首周总销量达到了22万份，其中Switch版本约有18.6万份，Wii U版约有4.4万份；分别为该周销量榜的第一和第四位。在任天堂公开的财报中，截至2017年3月底，《塞尔达传说 旷野之息》的Switch版本在全球共售出276万份，Wii U版本共售出108万份。
截止至2025年5月8日，《塞尔达传说 旷野之息》的任天堂Switch版本全球销量已达创纪录的3281万份，成为塞尔达传说系列销量最高的作品，Wii U版本的全球销量为170万份。

### 联动
在卡普空制作的《怪物猎人XX》中，加入了与《塞尔达传说 旷野之息》的合作内容。玩家可以使用《旷野之息》的林克服装造型以及相关武器；艾露猫也有特别的相关服装。
在任天堂Switch版本的《上古卷轴V：天际》中，玩家可以扫描相关的Amiibo玩偶获得《旷野之息》中林克服装造型以及大师剑和海利亚盾等相关内容。
《异度神剑2》2017年11月7日的直面会上公布了与本作联动的消息，玩家可在11月9日以后通过完成相关任务在《塞尔达传说 旷野之息》中获得《异度神剑2》男主角的服装。

## 延伸作品
2019年E3電子娛樂展上，任天堂宣布正在開發《曠野之息》的續作《薩爾達傳說 王國之淚》，並播出首部預告片。在几经延期后，《王國之淚》于2023年5月12日在任天堂Switch上发行。游戏延续了《旷野之息》的优秀口碑，多家媒体给予满分评价。
2020年9月9日，任天堂公布本作的前傳遊戲《薩爾達無雙 災厄啟示錄》。遊戲玩法將同於《薩爾達無雙》，設定於旷野之息故事發生前100年，海拉魯王國遭到災厄加儂的襲擊而淪陷。本遊戲於2020年11月20日推出，至2022年1月末，全球销量超过400万。